# أليس باريت بارك
أليس باريت بارك (8 ديسمبر 1952 5 نوفمبر 1861) امرأة كندية كانت مستوطنة و كاتبة يوميات. عاشت لسنوات عديدة في فيرنون، كولومبيا البريطانية. بعد وفاتها، تم التبرع بمذكراتها إلى متحف فيرنون والمحفوظات في فيرنون، حيث أصبحت تشكل مذكراتها أساس للكتب الأكاديمية والمنشورات ذات الصلة.